# オトシブミ科

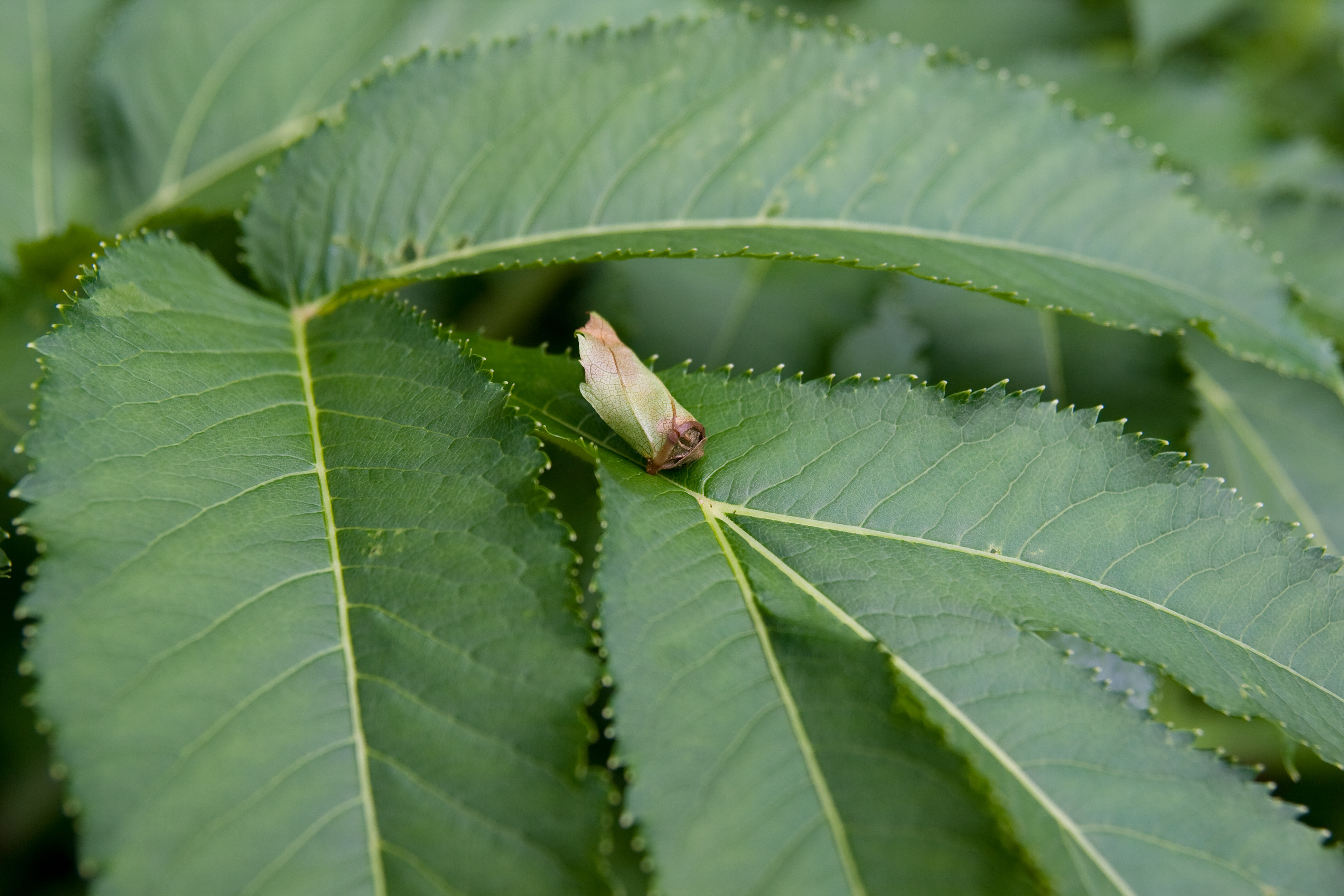
オトシブミの揺籃（槍ヶ岳・槍沢）

オトシブミはオトシブミ科（分類によってはオトシブミ亜科）の昆虫の総称である。オトシブミ Apoderus jekelii は紛らわしいので特にナミオトシブミと言うこともある。ここではオトシブミ科について述べる。

## 特徴
中型から小型の甲虫で、体は頑丈で厚みがある。いわゆるゾウムシ類の姿であるが、多くの種では頭部から口器部分が突出する程度は小さく、むしろ頭部の眼より後ろの部分と前胸部が長く伸び、一見すると「首が長い」ように見える。ただし口が長いものも多く、後述のチョッキリ類はむしろ普通のゾウムシの姿である。マダガスカル生息のキリンクビナガオトシブミやフィリピン生息のロクロクビオトシブミは首が非常に長い。

## 名称
名前は、江戸時代に他人にばれないように手紙を道端に落とし、他人に渡したという「落とし文」から来ている。
新緑の時期に、広葉樹の野山などを散策していると、落とし文の様な筒状に巻かれた葉が落ちていることがある。この「落とし文」をせっせと作って路面に落とすのがオトシブミ科の昆虫である。
「ホトトギスの落とし文」「落とし文の揺籃」の別名もある。

## 生態
メスは初夏のころ、ある特定の若葉を巻いて揺籃を作る。葉を決まった方法で折り曲げ、緊密に巻いたそれは、円筒形をしており、指で触ったくらいでは崩れない。作成に当たっては葉全体を使う例、葉の一部を切り取って素材とする例など、種によって違いがある。出来上がった揺籃はそのまま葉についている例、落ちやすいように切り取って、後に自然に落ちる例、切り落として「落とし文」にする例などがある。揺籃を作るのは雌であるが、雄がそばに付き添う例がある。
この葉を広げてみるともっとも内側に卵が1個だけ生みつけられているのが分かる。産卵は葉を巻く間に行うもの、完成後に穴を開けて行うものなどがあり、これも種によって異なる。卵からかえると、オトシブミの幼虫は揺籃の葉を食べて育つという、非常に合理的で無駄のない仕組みになっている。
幼虫は揺籃を内側から食べて成長するが、このとき、中の様子を観察しようと揺籃に穴をあけると、幼虫は糞で塞いでしまう。幼虫はやがて蛹となり羽化するが、羽化後もすぐに外へは出ず、数日揺籃の中で過ごす。これは体が完全に固くなるまで待っているためと考えられる。
チョッキリも同様の習性があるが、オトシブミのような円筒形の折り曲げたものでなく、棒状や筒状など、巻き込んだだけのより細長いものを作る。揺籃を作らないもの、他種の揺籃に自分の卵を産み込む寄生性のものも知られる。また、チョッキリ類では幼虫は揺籃から脱出して蛹になる。
主な天敵として寄生蜂類が知られており、卵に寄生するオトシブミタマゴバチ Poropoea morimotoi や、幼虫に寄生するオトシブミコマユバチ Bracon apoderi の寄生を受ける。

## チョッキリとの関係

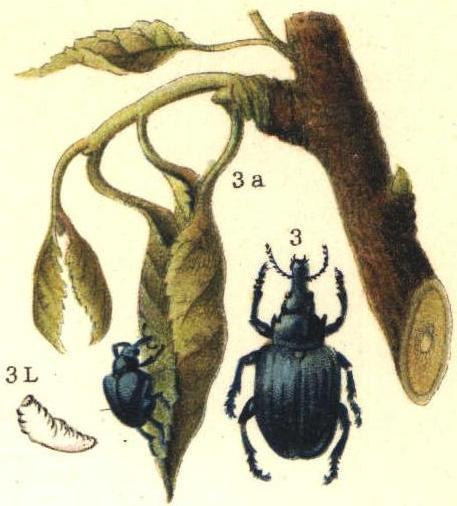
カバイクビチョッキリ Deporaus betulae

かつてはオトシブミは、似た生態を持つチョッキリ（チョッキリ科）と近縁と考えられていた。そのため、オトシブミとチョッキリを同じ科にし、オトシブミ科オトシブミ亜科とオトシブミ科チョッキリ亜科にすることもあった。また英語では、オトシブミとチョッキリを leaf-rolling weevils と総称する。
しかし、核・ミトコンドリアDNAの分子系統によると、オトシブミと近縁なのはチョッキリではなくオキシコリヌス科 Oxycorynidae だと判明している。

## 日本在来種
オトシブミは約1000種がおり、23種が日本に生息する。
日本では、沖縄を除く日本全国に分布する。成虫は春から初夏にかけてよく見られるが、林縁部の比較的明るい所に棲息し、針葉樹林や日の射さない森林の中やでは滅多に見かけない。
亜属・族の分類は一定せず、ここに示したのは一例である。学名の括弧内は亜属で、省略可。
- オトシブミ亜科 Apoderinae
  - オトシブミ族 Apoderini
    - オトシブミ（ナミオトシブミ） Apoderus (Apoderus) jekelii
    - ヒメクロオトシブミ Apoderus (Compsapoderus) erythrogaster
    - セアカヒメオトシブミ Apoderus (Compsapoderus) genimus
    - ウスモンオトシブミ Apoderus (Leptapoderus) balteatus
    - ムツモンオトシブミ Apoderus (Leptapoderus) praecellens
    - ウスアカオトシブミ Apoderus (Leptapoderus) rubidus
    - ヒメコブオトシブミ Phymatapoderus pavens
    - オオコブオトシブミ Phymatapoderus subornatus

  - マダラオトシブミ族 Haplapoderini
    - ゴマダラオトシブミ Paroplapoderus (Agomadaranus) pardalis
    - ヒメゴマダラオトシブミ Paroplapoderus (Paroplapoderus) vanvolxemi

  - クビナガオトシブミ族 Trachelophorini
    - アカクビナガオトシブミ Centrocorynus (Physapoderus)  nigricollis
    - エゴツルクビオトシブミ Cycnotrachelus roelofsi
    - ヒゲナガオトシブミ Paratracelophorus longicornis
- アシナガオトシブミ亜科 Attelabinae
  - アシナガオトシブミ族 Attelabini
    - ルイスアシナガオトシブミ Henicolabus lewisii
    - ビロードアシナガオトシブミ Himatolabus (Calolabus) cupreus
    - アシナガオトシブミ Phialodes rufipennis

  - ルリオトシブミ族 Euopini
    - コブルリオトシブミ Euops (Kobusynaptops) pustulosus
    - ナラルリオトシブミ Euops (Synaptops) konoi
    - ハギルリオトシブミ Euops (Synaptops) lespedezae
    - ケシルリオトシブミ Euops (Synaptops) politus
    - ルリオトシブミ Euops (Synaptops) punctatostriatus
    - カシルリオトシブミ Euops (Synaptops) splendidus